# ألبرتو كوردا

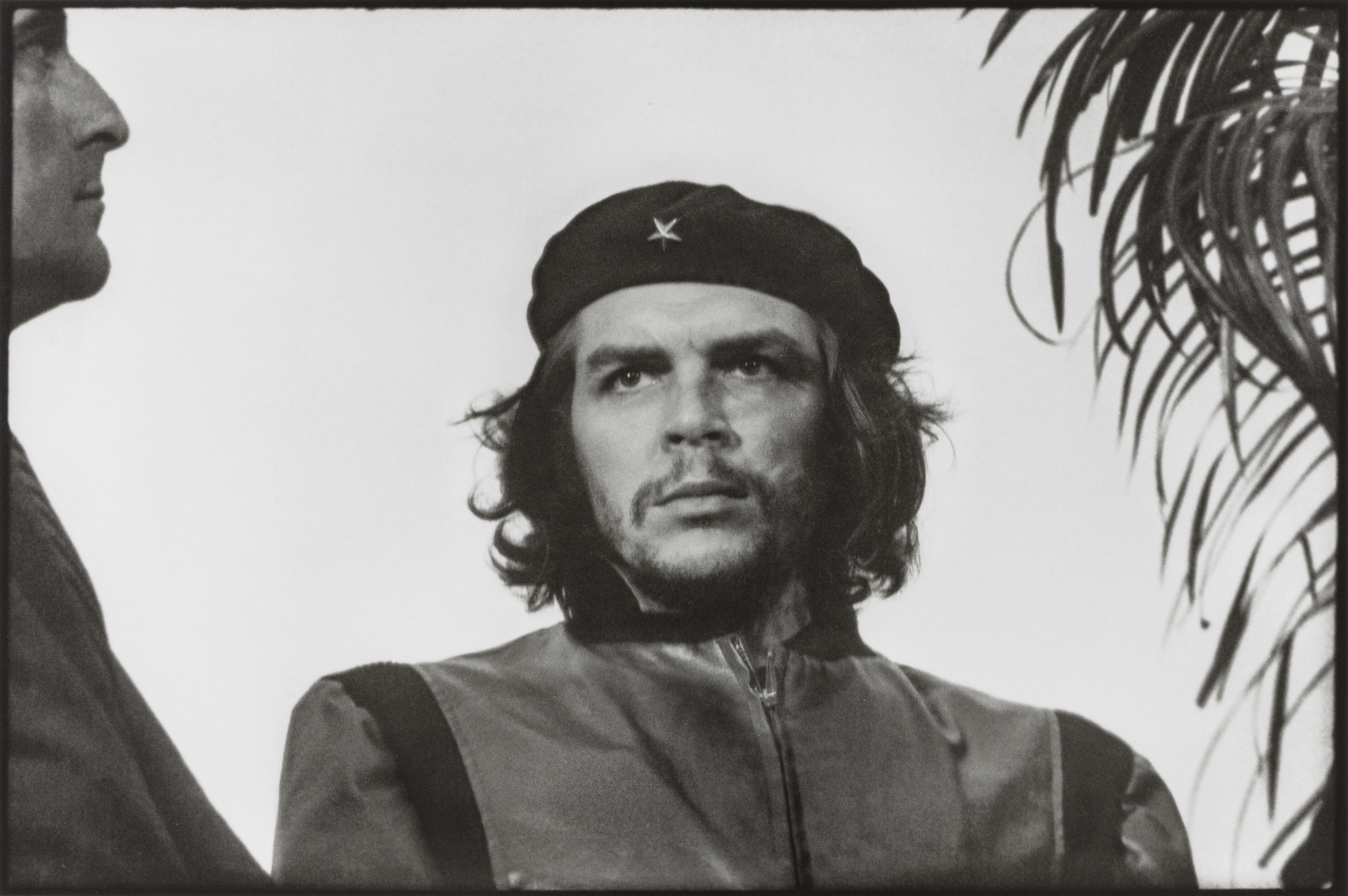
أشهر صورة لجيفارا

ألبرتو كوردا  (بالإنجليزية: Alberto Korda) (1928-2001) كان مصورًا كوبياً. عمله الأشهر هو الصورة الأشهر في القرن العشرين لتشي جيفارا (غيريليرو هيروويكو) التي إلتقطها له في جنازة تأبينية في العام 1960. بقيت الصورة معلقة في مكتب ألبرتو كوردا لمدة سنة كاملة قبل أن تنتقل إلى أوروبا لتكون أحد شعارات اليساريين المهمة في نهاية الستينات والتي إستعملها الطلاب في موجة الاحتجاجات الغربية الأوربية في نهاية الستينات. لم تحظ صورة في القرن العشرين بمثل ما حظيت به صورة غيفارا تلك, رغم أن المصور لم يستفد منها ماليا. لقد تم الاقتباس من الصورة وتحويلها إلى عمل غرافيكي عن طريق الفنان الأيرلندي جيم فيتزباتريك.